# Cimitero Maggiore (Crema)
Il cimitero maggiore è il cimitero principale della città di Crema.

## Storia
Fino alla fine del XVIII secolo era usanza seppellire i morti in fosse comuni collocate direttamente nelle chiese o in prossimità di esse, nei cosiddetti pradèi (plurale di pradèl), italianizzato in pradelli/pradello, dove venivano raccolti i resti quando i sepolcreti erano saturi.
Attorno a Crema esisteva solo il cimitero di San Bartolomeo ai Morti, mentre gli abitanti di Santa Maria della Croce si affidavano a Pianengo.
L'introduzione dell'editto di Saint Cloud obbligò gli amministratori a ricercare un luogo di sepoltura per gli abitanti del centro storico di Crema e la prima idea, quella di allargare il cimitero di San Bartolomeo, fu poi scartata poiché avrebbe comportato l'occupazione di un'area degradante verso il fiume Serio con la preoccupazione che il camposanto venisse allagato.
La scelta, pertanto, fu dirottata verso un terreno di proprietà dell'ospedale degli infermi che avrebbe potuto servire anche i comuni di Ombriano, Porta Ombriano e Vairano.
Il progetto a cura dell'ingegner Antonio Maridati è datato 28 luglio 1808 e si trattava di un semplice recinto destinato alle inumazioni. La superficie di 10 pertiche (circa 7.600 metri quadrati) si rivelò insufficiente in breve tempo poiché non si tenne conto dei deceduti provenienti dall'ospedale; ma un decreto del 1811 impediva di effettuare rotazioni delle sepolture prima di dieci anni, ecco quindi la necessità di acquistare altre tre pertiche (circa 2.280 metri quadrati) per allungare la parte meridionale del recinto, mentre nel 1820 fu ricostruita tutta la cinta muraria.
Nel 1850 si riscontrava ancora penuria di spazi con solo 38 posti disponibili per cui venne imposto di accelerare l'estumulazione delle sepolture con più di dieci anni mentre nel contempo si iniziò a studiare soluzioni idonee che pervennero tre anni dopo: si progettò la costruzione dei primi loculi, una soluzione che permetteva di tumulare una maggior quantità di defunti senza eccessivo consumo di suolo e allungare i tempi delle concessioni.

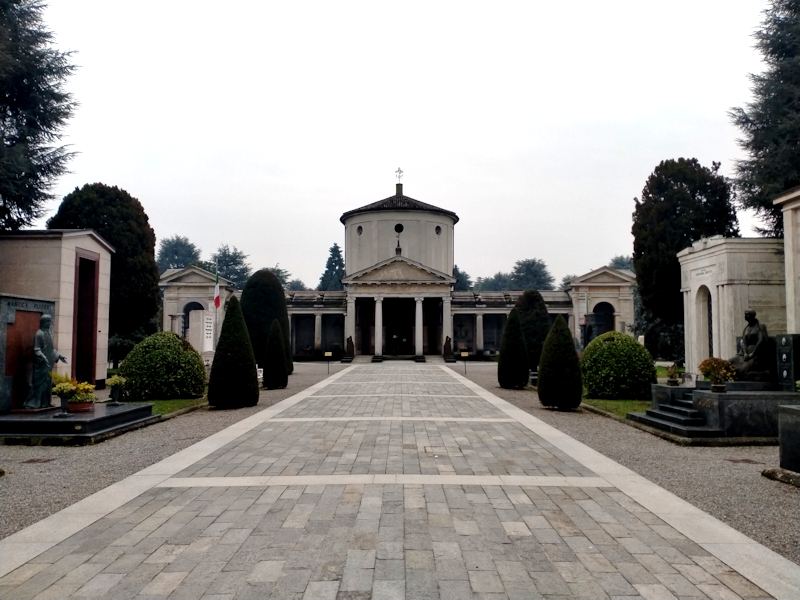
Il percorso tra l'ingresso e la chiesa.

Oltre alla costruzione di campate simmetriche di loculi rispetto all'ingresso principale, fu anche demolita la cappella ed elevata tra il 1857 ed il 1864 una più ampia costruzione su progetto di Andrea Crivelli.
Ulteriori acquisti di porzioni di terreno vennero concretizzate nel 1881 e nel 1885 e 1890, cosicché l'area cimiteriale fu pressoché raddoppiata mentre attorno alla chiesa venne creata un'area porticata e presso l'ingresso fu elevata l'abitazione del custode.
A partire dal 1913 iniziò la costruzione a ridosso della chiesa di una struttura denominata “Monumentale” con una parte fuori terra ed una sotterranea con 71 loculi; successivamente fu aggiunta una nuova struttura "monumentale" collocata più a sud a ridosso del recinto meridionale.

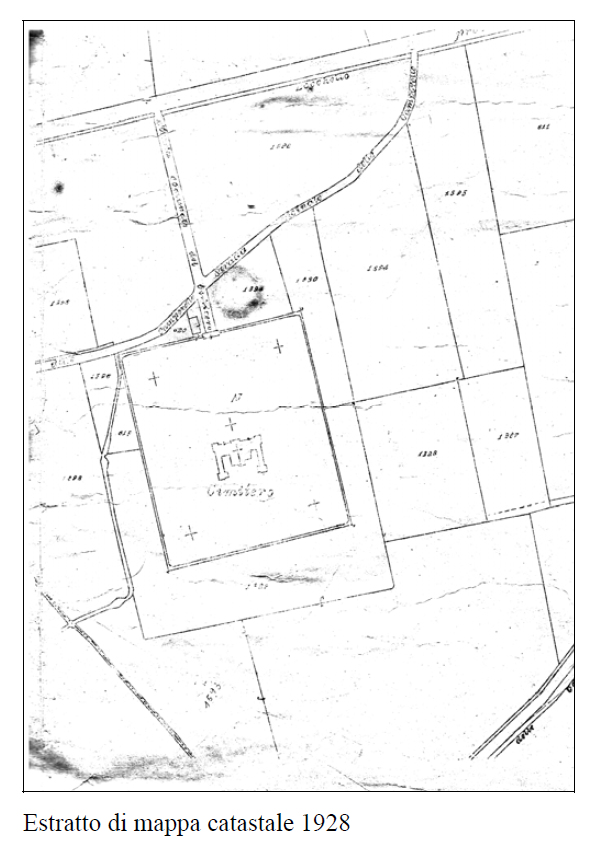
Pianta del cimitero nel 1928, prima della costruzione del cosiddetto "Corpo monumentale".
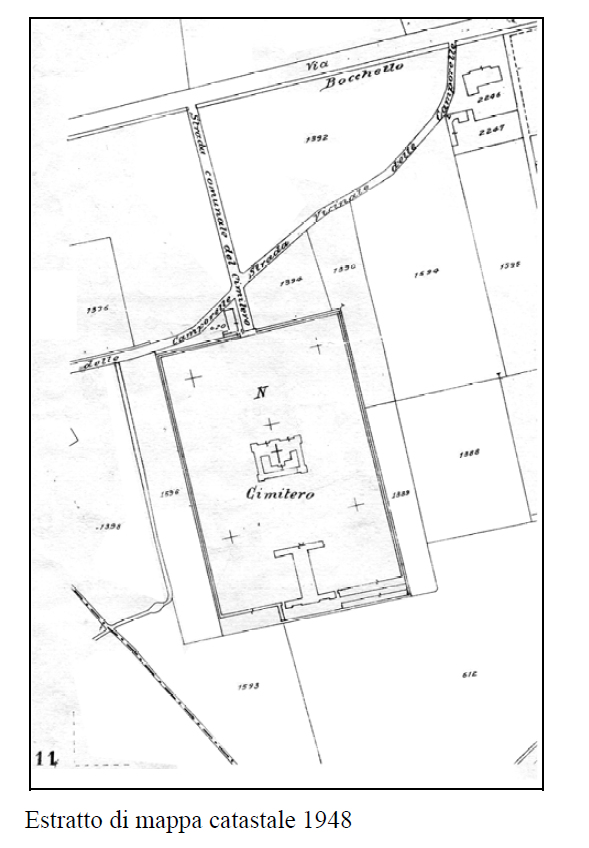
Pianta del cimitero nel 1948.

Verso la metà del secolo furono aggiunti sepolcreti e l'opportunità di costruire cappelle di famiglia.

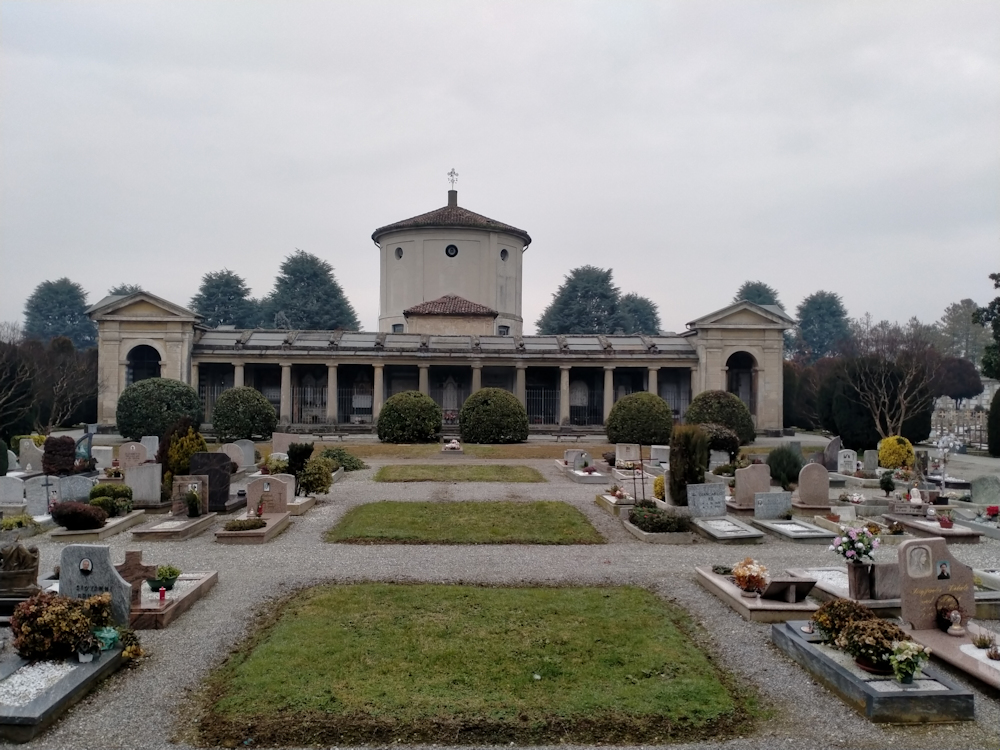
Il corpo monumentale nord con la chiesa, visti da mezzogiorno.

Nel 1963 ad opera dell'ingegner Andrea Crotti fu avviato il progetto di nuovo ampliamento che raddoppiò la superficie precedente permettendo al secondo corpo monumentale di assumere una posizione centrale, mentre nei decenni successivi vennero realizzati, per lotti successivi, nuove strutture sempre identificate con il nome di “Corpi” e la “Nuova cinta di levante” (progetti di Emilio Mainardi, Giulio Corini e Giulio Monaci). 
A partire dal 1998 vennero create le prime strutture dedicate espressamente al deposito delle urne cinerarie.

## Galleria d'immagini

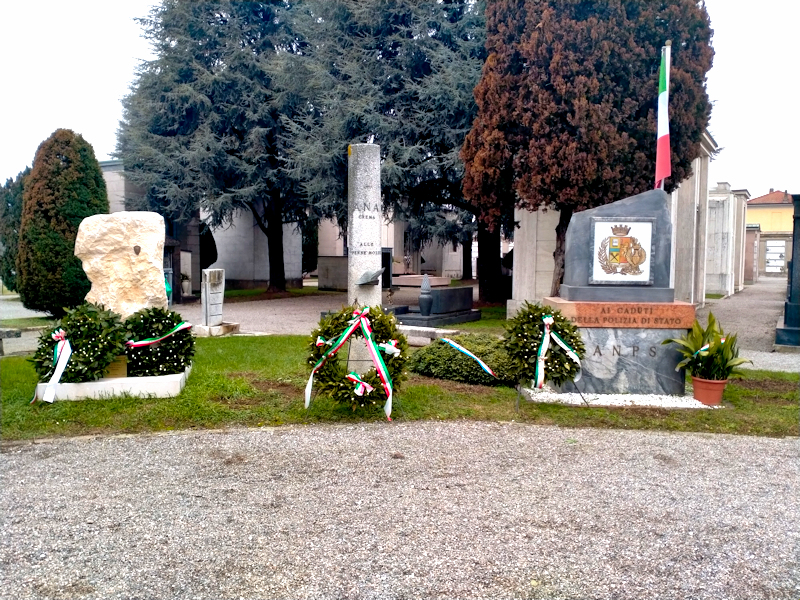
Cippi e monumenti dedicati ai deceduti ANMIL, Alpini e agenti della Polizia di Stato.
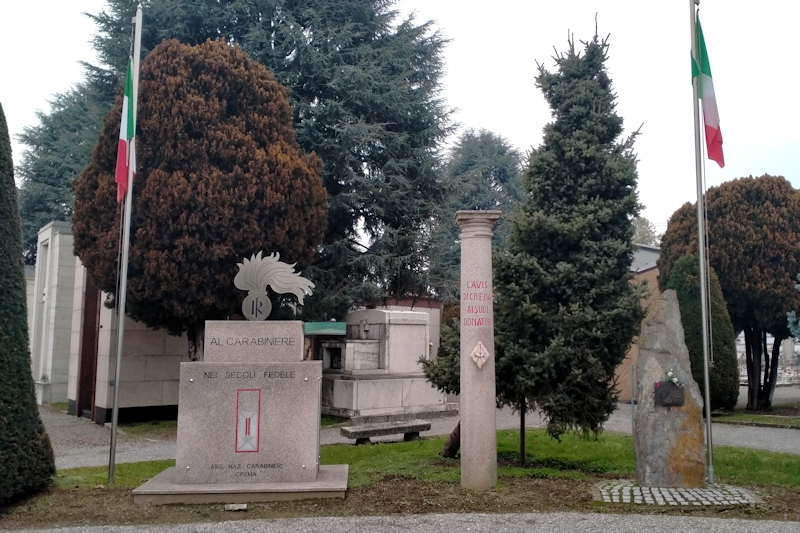
Cippi e monumenti dedicati ai deceduti che hanno fatto parte dell'Arma dei Carabinieri, dell'AVIS e del corpo militare dei bersaglieri.
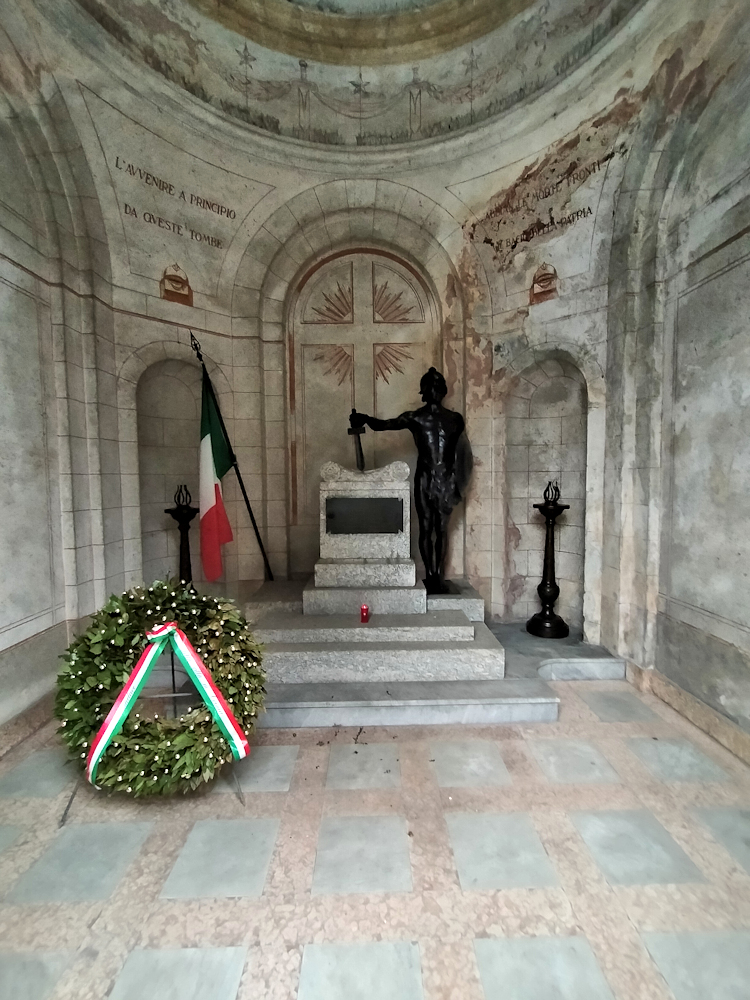
Il famedio militare collocato nel "Corpo monumentale" sud, con al centro la statua di un guerriero opera di Bassano Danielli[3].
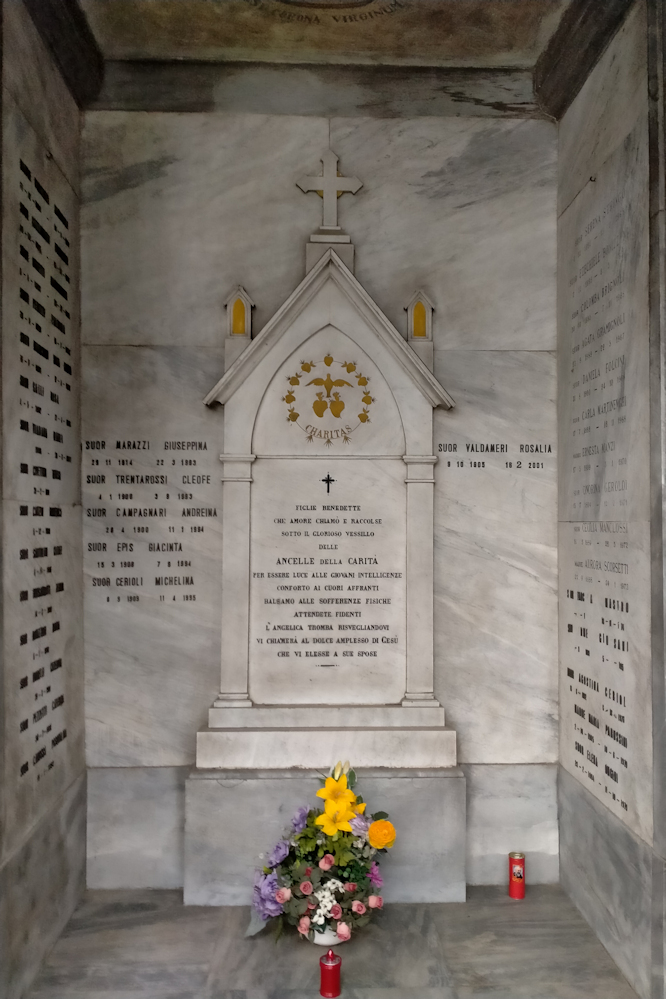
Il sacello delle suore della congregazione delle Ancelle della carità.
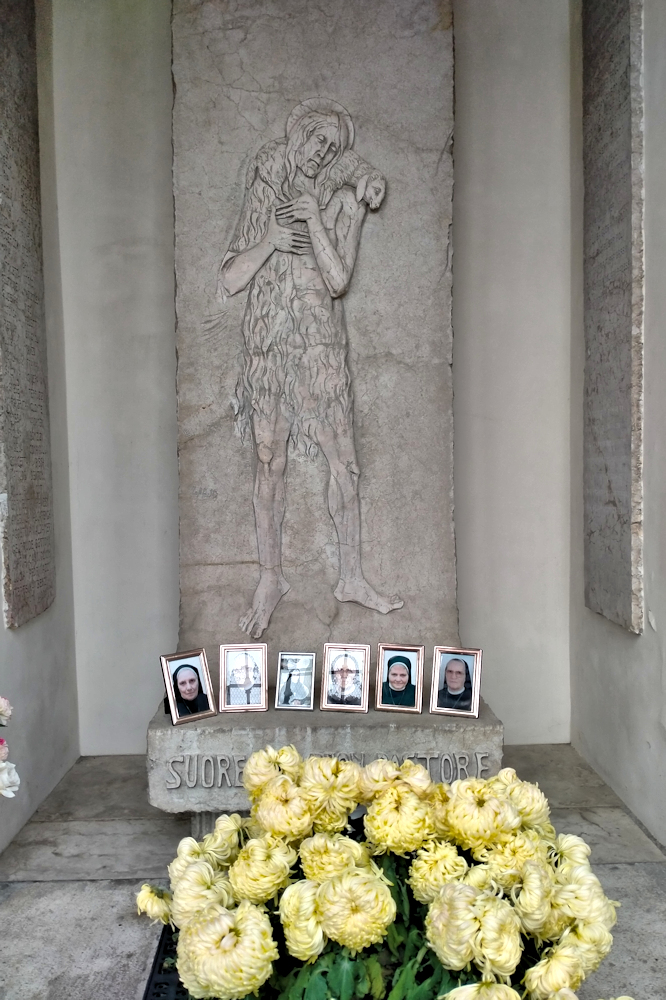
Il sacello delle suore del Buon Pastore.
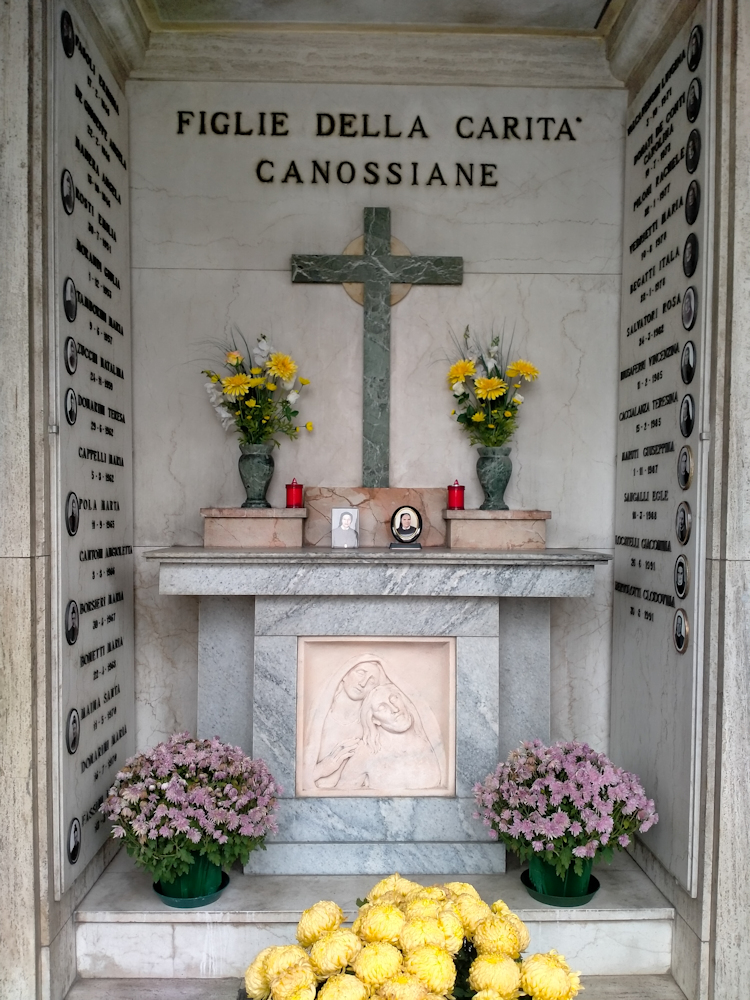
Il sacello delle suore canossiane.
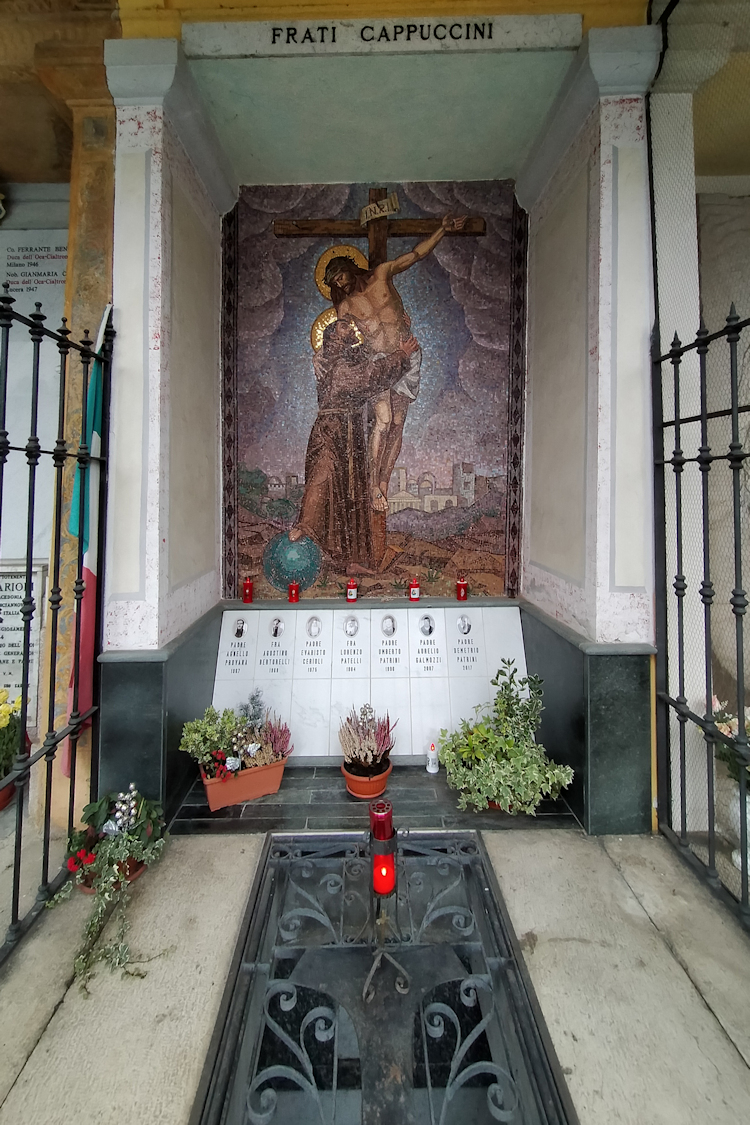
Il sacello dei frati cappuccini dei Sabbioni.
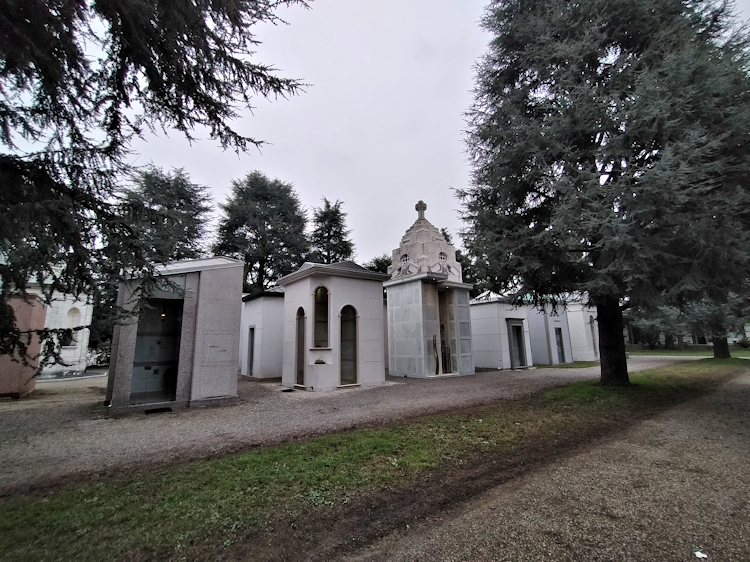
Alcune cappelle.

## Sepolture illustri
Si riportano le personalità illustri con voce in Wikipedia, ordinate per data di nascita. L'elenco potrebbe essere parziale.
- Stefano Pavesi (1779 - 1850), compositore
- Pietro Donati (1812 - 1883), avvocato e deputato nella X, XII e XIV legislatura del Regno d'Italia[4]
- Luigi Griffini (1820 - 1899), senatore nella XIV legislatura del Regno d'Italia[5]
- Daniele Marignoni (1845 - 1910), esperantista[6][7]
- Luigi Manini (1848 - 1936), scenografo e architetto[8]
- Federico Pesadori (1849 - 1823), poeta[9]
- Umberto Fadini (1862 - 1918), generale, medaglia d'oro al valore militare alla memoria[10]
- Tullio Giordana (1877 - 1950), scrittore, giornalista e avvocato[11]
- Lodovico Benvenuti (1899 - 1966), partigiano, deputato nella I e II legislatura della Repubblica Italiana
- Francesco Agello (1902 - 1942), militare e aviatore[12]
- Francesco Forte (1929 - 2022), politico e economista
- Clara Gallini (1931 - 2017), antropologa e etnologa
- Maurizio Noci (1937 - 2019), ex sindaco di Crema e deputato nella X legislatura della Repubblica italiana[13]
- Feiez (Paolo Panigada) (1962 - 1998), polistrumentista e componente del gruppo Elio e le Storie Tese